# Mihran Mardirossian
Mihran Mardirossian (* 1870; † 1936) war ein armenischer Buchhändler und Publizist im Konstantinopel (Bâb-i âli Caddesi) der vor-republikanischen Ära. Er war bis in die 1930er Jahre aktiv. 
Mihran Mardirossian war beeinflusst durch die jungtürkischen Schriftsteller Abdullah Cevdet und Ishak Sükûti (1868–1903). Er gab unter anderem die Gedanken (Sefiller hakkinda tabiinin düsünceleri) des jungen Ahmed Halid heraus, des Gründers der Ahmed Halid Kitabhane (* 1928) und bekanntesten Buchhändlers der republikanischen Periode. 1914 gab Mardirossian das Resimli Kamus-i Osmanî (illustriertes Osmanisches Wörterbuch) von Ali Seydi heraus. Als einer der ersten in der Türkei veröffentlichte Mihran Mardirossian 1929 eines der verständlichsten türkischen Wörterbücher in der neuen lateinischen Schrift. Der Autor war erneut Ali Seydi (1870–1933). 
Angeregt durch seine Kütübhane-i Cihan (dt. „Weltbibliothek“) nahm er 1934 den türkischen Namen Acun an. Cihan (persisch) und Acun (ursprünglich sogdisch; wurde mit der Sprachreform ins Türkische eingeführt) bedeuten Welt. 